# Бардавиль
Бардави́ль или Сабхет-эль-Бардавиль (араб. بحيرة البردويل‎) — залив лагунного типа на северо-востоке Египта, на северном побережье Синайского полуострова. Отделено от Средиземного моря узкой песчаной полосой.
Озеро Бардавиль имеет около 90 км в длину и не более 22 км в ширину. Занимает площадь около 700 км². Площадь поверхности — 726 км².
В зимний сезон озеро связано со Средиземным морем узким проливом на востоке, через который поступает морская вода даже в отсутствие шторма. Летом вода озера активно испаряется, и оно становится изолированным; отступившая вода оставляет солончаки.
Бардавиль является одним из основных источников местной рыбной промышленности, вылов составляет более 2500 тонн в год; в промысле задействованы около 3000 рыбаков. Рыболовство приостанавливается в период с января по май, чтобы рыбные запасы восстановились.
Бардавиль — арабское название Балдуинов, пяти королей Иерусалима времён крестовых походов. Озеро лежит на территории, которая во времена крестоносцев была предметом споров между латинским Иерусалимским королевством и Египтом, а ещё во времена Геродота служила границей между Сирией и Египтом. Заболоченные берега озера и были легендарным геродотовым Сербонийским болотом. Сейчас водно-болотные угодья защищены Рамсарской конвенцией.

## Биологическое разнообразие
- Птицы: тысячи птиц населяют это озеро, в том числе следующих видов: розовый фламинго, большой баклан, степной лунь, коростель, морской зуёк, малая крачка.
- Рептилии: средиземноморское побережье озера является потенциально важным для гнездования двух видов морских черепах — логгерхед и зелёная черепаха; островки и дюны на берегу озера представляют собой одно из последних оставшихся мест обитания небольших популяций египетской черепахи.
- Млекопитающие: в прибрежных дюнах обитает фенек (встречается редко).